# Frédéric Valmain
Frédéric Valmain (31 de enero de 1931 – 9 de junio de 2003) fue un actor, guionista y escritor de nacionalidad francesa. 

## Biografía
Nacido en Argel, Argelia, su verdadero nombre era Paul Baulat. En sus comienzos interpretó pequeños papeles, pero encontró el éxito en el teatro gracias a Liberty bar, su primera obra teatral. Otras de sus obras, "Le flamenco des assassins", fue adaptada al cine con el título de "Johnny Banco".
Frédéric Valmain falleció en Champigny-sur-Marne, Francia, en el año 2003.

## Teatro
- 1955 : Liberty Bar, escenografía de Jean Dejoux, Théâtre Charles de Rochefort
- 1956 : La corde pour te pendre, a partir de Malice, de Pierre Mac Orlan, escenografía de Bernard Jenny, Comédie de Paris
- 1956 : Traquenard, a partir de James Hadley Chase, escenografía de Jean Dejoux, Théâtre Charles de Rochefort
- 1958 : Meurtres en fa dièse, a partir de Boileau-Narcejac, escenografía de Jean Dejoux, Théâtre Charles de Rochefort
- 1959 : Homicide par prudence, a partir de Double Cross, de John O'Hare, escenografía de Jean Dejoux, Théâtre Charles de Rochefort
- 1961 : Deux Pieds dans la tombe, a partir de J. Lee Thompson, escenografía de Jean Dejoux, Théâtre Charles de Rochefort
- 1962 : Illégitime Défense, escenografía de Jean Dejoux, Théâtre Charles de Rochefort
- 1962 : Pas d'usufruit pour tante Caroline, escenografía de Jean Dejoux, Théâtre Charles de Rochefort
- 1964 : Le Procès de Maître Ferrari, de Frédéric Valmain y Jean Rebel, escenografía de Maurice Guillaud, Théâtre Charles de Rochefort

## Filmografía

### Actor
- 1951 : Sans laisser d'adresse, de Jean-Paul Le Chanois
- 1951 : Gibier de potence, de Roger Richebé
- 1952 : Une fille sur la route, de Jean Stelli
- 1954 Le Comte de Monte-Cristo, primera parte, de Robert Vernay
  - Le Comte de Monte-Cristo, segunda parte, de Robert Vernay
- 1954 : La neige était sale, de Luis Saslavsky
- 1954 : La Rage au corps, de Ralph Habib
- 1955 : Frou-Frou, de Augusto Genina
- 1955 : Les Dents longues, de Daniel Gélin
- 1956 : Maria Antonieta, reina de Francia, de Jean Delannoy

### Guionista
- 1960 : Le Cercle vicieux
- 1963 : Le passé d'une femme, episodio de la serie televisiva L'inspecteur Leclerc enquête
- 1964 : Deux pieds dans la tombe
- 1967 : Johnny Banco, de Yves Allégret
- 1969 : Un Charleston pour Lady Mac'Beth
- 1980 : Homicide par prudence, dentro del programa Au théâtre ce soir

## Libros
- La Mort dans l'âme, Arthème Fayard, 1958
- Le Flamenco des assassins, Arthème Fayard, 1961

## Letras de canciones
- 1955 : Liberty bar - À la roulette de la vie, música de Marguerite Monnot.